# Erich von Boyneburgk
Erich Wilhelm Karl von Boyneburgk (* 28. Oktober 1852 in Gotha; † 19. Januar 1938) war ein preußischer Generalmajor.

## Leben
Er stammt aus dem hessischen Uradelsgeschlecht Boyneburgk und war der Sohn von Wilhelm von Boyneburgk. Nach dem Schulbesuch schlug er eine Offizierslaufbahn in der Preußischen Armee ein. In deren Verlauf war er u. a. Kommandeur des Infanterie-Regiments „Graf Bülow von Dennewitz“ (6. Westfälisches) Nr. 55. Während des Ersten Weltkriegs wurde Boyneburgk wiederverwendet und als Kommandant des Kriegsgefangenenlagers Mainz eingesetzt.
Verheiratet war er zweimal.